# What Do You Think About the Car?
What Do You Think About the Car? (en español, ¿Qué piensas del automóvil?) es el álbum de estudio debut del cantautor y músico británico Declan McKenna. Fue lanzado el 21 de julio de 2017 a través de Columbia Records.

## Composición
What Do You Think About The Car?  ha sido descrito como indie rock. En 2015, a los 15 años, McKenna ganó el Glastonbury Festival 's Emerging Talent Competition, y comenzó a escribir canciones para el álbum poco después, cuando todavía estaba en la escuela. La escritura continuó durante 2 años. McKenna dice: "Hubo muchos cambios, y creo que se puede escuchar eso en algunas de las canciones del disco. Una gran parte del álbum trata sobre el cambio y la confusión". Compuso la mayor parte del álbum en su habitación, excepto "Listen To Your Friends", que se escribió en Los Ángeles. "Brazil" lo escribió cuando tenía 15 años. McKenna dice: "El álbum trata de que soy juguetón y positivo sobre temas no necesariamente felices ... Eso es lo que soy como personaje. trate de no estar demasiado lejos de los temas serios también. Los dos van juntos. Paracetamol "se escribió después de conocer el suicidio de un adolescente transgénero y la representación de los medios de las comunidades LGBT en general.

## Título
Cuando McKenna tenía cuatro años, su familia obtuvo un nuevo Toyota Previa. En un video casero que capturó el momento, la hermana de McKenna pregunta: "Dec, ¿qué piensas del auto?" (what do you think about the car?) a lo que él responde: "Es realmente bueno, y ahora voy a cantar mi nuevo álbum". La canción de apertura del álbum, "Humongous" tiene el clip de audio del intercambio como su introducción.

## Recepción de críticas
En Metacritic, que asigna una calificación de  normalizada de 100 a las críticas de los principales críticos, informó una puntuación  promedio de 76 basada en 9 revisiones, que indica "generalmente favorable críticas ". El escritor de la revista" Dork "Stephen Ackroyd llama al álbum" uno de los álbumes de debut más agudos y atractivos de 2017. No es llamativo, en realidad no lo es, sino más bien una mano extendida ". en un mundo donde todo se siente posible ".
Dave Simpson de  The Guardian  llama al álbum un "debut de craqueo", señalando, "Son canciones de protesta, pero suenan todo menos digno o cansado del mundo. En cambio, son bombas fizz auditivas bañadas por el sol que canalizan al indie rock a través de su amor por David Bowie y ABBA. " Thea de Gallier de  NME  afirma McKenna,  narra sus sentimientos más íntimos en todo, desde la política ('Isombard') hasta el tratamiento de los medios del suicidio transgénero ('Paracetamol') con sutileza y habilidad. Destacado 'Make Me Your Queen' es un raro momento de intimidad mientras lamenta el dolor no correspondido, de nuevo con una delicadeza y sabiduría más allá de sus años.

## Lista de canciones
| N.º | Título                                                | Duración |  |
| 1.  | «Humongous»                                           | 5:21     |  |
| 2.  | «Brazil»                                              | 4:12     |  |
| 3.  | «The Kids Don't Wanna Come Home»                      | 5:17     |  |
| 4.  | «Mind»                                                | 4:20     |  |
| 5.  | «Make Me Your Queen»                                  | 3:41     |  |
| 6.  | «Isombard»                                            | 3:44     |  |
| 7.  | «I Am Everyone Else»                                  | 3:56     |  |
| 8.  | «Bethlehem»                                           | 3:46     |  |
| 9.  | «Why Do You Feel So Down»                             | 3:41     |  |
| 10. | «Paracetamol»                                         | 5:18     |  |
| 11. | «Listen to Your Friends» (McKenna, Rostam Batmanglij) | 4:19     |  |
| 12. | «Excitement (Demo)» (Japanese edition bonus track)    | 3:00     |  |